# 黎楨
 黎楨，字端伯，号建峰，廉城人（今廣東省廉江）。清朝政治人物。同进士出身。

## 生平
清雍正二年（1724年）甲辰科进士。官户部员外郎，有廉声。

## 文化
有粤剧《户部黎公》，體現其剛正不阿。